# یواس‌اس چاسین (سیجی-۶۵)
یواس‌اس چاسین (سیجی-۶۵) (به انگلیسی: USS Chosin (CG-65)) یک کشتی است که طول آن 567 feet (173 m) می‌باشد. این کشتی در سال ۱۹۸۹ ساخته شد.